# Grand Prix ISU juniores in Italia
Il Grand Prix ISU juniores in Italia è una competizione internazionale di pattinaggio di figura. Si tiene in autunno e fa parte del circuito Grand Prix ISU juniores di pattinaggio di figura. Le medaglie sono assegnate nelle discipline del singolo maschile, singolo femminile, coppie e danza su ghiaccio.

## Vincitori

### Singolo maschile
| Anno | Luogo        | Oro                | Argento           | Bronzo             |
| 2001 | Milano       | Stanislav Timčenko | Aleksandr Šubin   | Ma Xiaodong        |
| 2002 | Milano       | Sergej Dobrin      | Parker Pennington | Jamal Othman       |
| 2008 | Merano       | Michal Březina     | Curran Oi         | Aleksandr Nikolaev |
| 2011 | Milano       | Han Yan            | Jason Brown       | Lee June-Hyoung    |
| 2017 | Egna/Bolzano | Matteo Rizzo       | Vladimir Samojlov | Tomoki Hiwatashi   |
| 2019 | Egna         | Daniel Grassl      | Pëtr Gumennik     | Ivan Šmuratko      |

### Singolo femminile
| Anno | Luogo        | Oro                | Argento           | Bronzo           |
| 2001 | Milano       | Ljudmila Nelidina  | Kimena Brog-Meier | Joannie Rochette |
| 2002 | Milano       | Yukina Ota         | Signe Ronka       | Viktória Pavuk   |
| 2008 | Merano       | Melissa Bulanhagui | Rumi Suizu        | Sarah Hecken     |
| 2011 | Milano       | Julija Lipnickaja  | Anna Shershak     | Hannah Miller    |
| 2017 | Egna/Bolzano | Sofia Samodurova   | Alëna Kostornaja  | Rika Kihira      |

### Coppie
| Anno | Luogo  | Oro                                 | Argento                             | Bronzo                            |
| 2001 | Milano | Zhang Dan / Zhang Hao               | Julija Karbovskaja / Sergej Slavnov | Ding Yang / Ren Zhongfei          |
| 2002 | Milano | Julija Karbovskaja / Sergej Slavnov | Jennifer Don / Jonathon Hunt        | Veronika Havlíčková / Karel Štefl |

### Danza su ghiaccio
| Anno | Luogo         | Oro                                       | Argento                                  | Bronzo                               |
| 2001 | Milano        | Elena Chaljavina / Maksim Šabalin         | Nóra Hoffmann / Attila Elek              | Alessia Aureli / Andrea Vaturi       |
| 2002 | Milano        | Alessia Aureli / Andrea Vaturi            | Elena Romanovskaja / Aleksandr Gračëv    | Melissa Piperno / Liam Dougherty     |
| 2008 | Merano        | Madison Chock / Greg Zuerlein             | Ekaterina Rjazanova / Jonathan Guerreiro | Lorenza Alessandrini / Simone Vaturi |
| 2011 | Milano        | Aleksandra Stepanova / Ivan Bukin         | Valerija Zenkova / Valerij Sinicyn       | Lauri Bonacorsi / Travis Mager       |
| 2017 | Egna/ Bolzano | Arina Ušakova / Maksim Nekrasov           | Sof'ja Poliščuk / Aleksandr Vachnov      | Alicia Fabbri / Claudio Pietrantonio |
| 2019 | Egna          | Elizaveta Chudajberdieva / Andrej Filatov | Natalie d'Alessandro / Bruce Waddell     | Angelina Lazareva / Maksim Prokof'ev |